# Serie Mundial de 1991
La Serie Mundial de 1991 fue jugada entre los Minnesota Twins de la Liga Americana y los Atlanta Braves de la Liga Nacional, entre el 19 de octubre y el 27 de octubre de 1991. Esta Serie Mundial fue nombrada como la mejor jugada de todos los tiempos por ESPN en el aniversario número 100 de la Serie Mundial. Todos los partidos de la serie fueron ganados por el equipo local, cinco de los partidos fueron decididos por solo una carrera, cuatro juegos fueron decididos en el último turno al bat y tres juegos fueron decididos en extra innings. Con 69 innings en total, la Serie Mundial de 1991 tiene el récord de la Serie Mundial de 7 partidos más larga de todos los tiempos.
Por primera vez en la historia, los campeones de la Liga Nacional y Americana habían terminado el año previo en último lugar. Los Twins ganaron la División Oeste de la Liga Americana en 1991 con todos los equipos teniendo récord ganador.

## Resumen
La Serie Mundial de 1991 fue notable por sus encuentros tan cerrados, con cinco juegos decididos por una carrera y tres decidos en extra innings (incluyendo el tercer juego, en el que el entrenador Tom Kelly se quedó sin bateadores).
AL Minnesota Twins (4) vs NL Atlanta Braves (3)
| Juego | Marcador                                             | Fecha         | Lugar                         | Público |
| ----- | ---------------------------------------------------- | ------------- | ----------------------------- | ------- |
| 1     | Atlanta Braves - 2, Minnesota Twins - 5              | 19 de octubre | Hubert H. Humphrey Metrodome  | 55,108  |
| 2     | Atlanta Braves - 2, Minnesota Twins - 3              | 20 de octubre | Hubert H. Humphrey Metrodome  | 55,145  |
| 3     | Minnesota Twins - 4, Atlanta Braves - 5 (12 innings) | 22 de octubre | Atlanta-Fulton County Stadium | 50,878  |
| 4     | Minnesota Twins - 2, Atlanta Braves - 3              | 23 de octubre | Atlanta-Fulton County Stadium | 50,878  |
| 5     | Minnesota Twins - 5, Atlanta Braves - 14             | 24 de octubre | Atlanta-Fulton County Stadium | 50,878  |
| 6     | Atlanta Braves - 3, Minnesota Twins - 4 (11 innings) | 26 de octubre | Hubert H. Humphrey Metrodome  | 55,155  |
| 7     | Atlanta Braves - 0, Minnesota Twins - 1 (10 innings) | 27 de octubre | Hubert H. Humphrey Metrodome  | 55,118  |

|                                                         |
| Campeón de las Grandes Ligas Minnesota Twins 3.º título |